# Jeroboam I

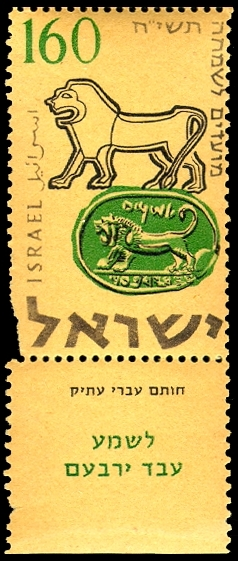
Antiguo sello israelita. León de Judá y sello israelita con león rugiente e inscripción en hebreo; empleado durante el reinado de Jeroboam, el sello tiene por destinatario a un alto oficial llamado "Shemá".

Jeroboam o Jeroboán (en hebreo: ירבעם‎, romanizado: Yerŏḇo‘ām, lit. 'el que lucha por el pueblo' o 'el pueblo disputa'; en griego: Ἱεροβοάμ; en latín: Jeroboam) fue, según la Biblia, el primer monarca del Reino de Israel, tras la muerte de Salomón que condujo a la división de reino unido de Israel. Gobernó los territorios de las tribus israelitas, con excepción de Judá y Benjamín, que formaron el reino rival de Judá. Su historia es narrada en el Primer Libro de Reyes. Se supone que reinó durante el siglo X a. C., posiblemente entre 928 y 910 a. C.

## Etimología
El nombre Jeroboam en hebreo: יָרָבְעָם‎ se considera comúnmente derivado de riyb en hebreo: רִיב‎ y ʿam en hebreo: עַם‎, que significa "el pueblo contiende" o "él aboga por la causa del pueblo". Alternativamente, se traduce como "su pueblo es muchos" o "él aumenta el pueblo" (de la raíz rbb, en hebreo: רבב‎ que significa "aumentar"). En la Septuaginta se lo llama Ieroboam (Ἱεροβοάμ).

## Contexto
En la evaluación del reinado de Jeroboam, los historiadores tienen que ejercer precaución debido al hecho de que la fuente única de información disponible sobre él (el Tanaj) es abiertamente hostil al monarca, sugiriendo el texto bíblico que toda la obra de su vida fue pecaminosa. "El resto de la historia de Jeroboam, las batallas en que tomó parte y otros detalles de su reinado, están escritos en el libro de las crónicas de los reyes de Israel" (1 Reyes 14,19).
Las "Crónicas de los Reyes de Israel", probablemente compiladas por los propios escribanos de estos reyes, son probablemente la fuente para los hechos básicos de la vida y reinado de Jeroboam - aunque el escritor del Libro de Reyes claramente posiblemente hizo un empleo selectivo de datos en estas crónicas, concentrándose en la naturaleza ética de cada rey y su obediencia o desobediencia a la Ley de Dios.
Por ello, la crítica bíblica examina lo escrito en estos libros desde la premisa de que los escritores pretenden glorificar el reino de Judá a expensas del reino de Israel, y crear un sesgo frente a la verdad histórica.

## Relato bíblico
Según 1 Reyes 11,26-39, Jeroboam era hijo de Nabat y Serúa, de la tribu de Efraín y de la ciudad de Seredá. Revistaba como supervisor de las levas de Salomón. Bajo la influencia de las palabras del profeta Ahías, quien profetizó que él gobernaría las diez tribus del norte de Israel, comenzó a formar una conspiración con el fin de convertirse en el rey de las diez tribus del norte; pero al ser descubierto, escapó a Egipto (1 Reyes 11,29-40).
Después de la muerte de Salomón, conflictos de tipo económico generaron tensiones. La conducta altanera de Roboam con respecto a las diez tribus del norte, contribuyó a generar una rebelión y Jeroboam regresó a Israel aclamado como rey (1 Reyes 12,1-20).
Por medio de su mensajero, Yahweh había hablado claramente a Jeroboam acerca de la necesidad de dividir el reino. Esta división debía realizarse, había declarado, "por cuanto me han dejado, y han adorado a Astarot diosa de los sidonios, y a Quemos, dios de Moab, y a Moloc, dios de los hijos de Ammón; y no han andado en mis caminos, para hacer lo recto delante de mis ojos, y mis estatutos, y mis derechos, como hizo David su padre." (1 Reyes 11, 33).
Se le había indicado, además, a Jeroboam que el reino no debía dividirse antes que terminase el reinado de Salomón. Yahweh añadió "Empero no quitaré nada de su reino de sus manos, sino que lo retendré por caudillo todos los días de su vida, por amor de David mi siervo, al cual yo elegí, y él guardó mis mandamientos y mis estatutos: mas yo quitaré el reino de la mano de su hijo, y darélo a ti, las diez tribus." (1 Reyes 11, 34- 35).

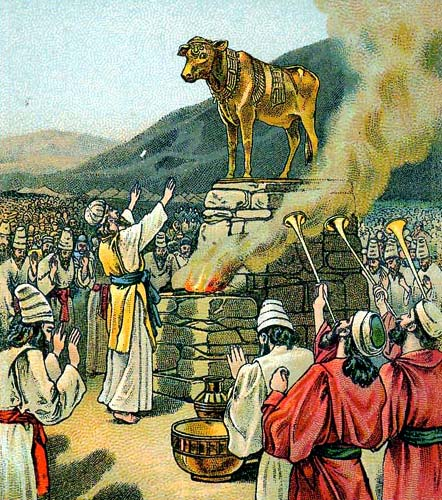
Solemne adoración del becerro de oro, según una tarjeta estadounidense publicada en 1901. Esta estampa probablemente tenga su fuente de inspiración en el culto a uno de los dos becerros de oro mencionados en 1 Reyes 12,26–30.

Jeroboam I reconstruyó y fortificó Siquem como la capital de su reino. Casi inmediatamente adoptó el medio de perpetuar la división entre el Norte y el Sur, al erigir un becerro de oro tanto en Dan como en Betel, donde él los estableció como símbolos de Yahweh, imponiendo a la gente no ir más al Templo de Jerusalén, para así atraer las ofrendas de los habitantes de su norteño reino solo a los lugares santos que él mismo había erigido.
Es posible que los dos becerros de oro emplazados por Jeroboam I en el Reino de Israel hayan sido inspirados por el toro que representaba al dios Ēl. Durante siglos, Ēl había sido el dios cananeo por excelencia, siendo además el principal dios de los nómadas de la región. Ēl poseía funciones éticas y sociales; era tolerante y benigno y recibía, entre otros, los títulos de «Padre de los dioses», «Rey», «Padre de los Hombres», «Creador de las Criaturas», «Toro», «Amable» y «Misericordioso», pero más allá de sus diversos títulos, Ēl era el nombre especial de un dios sumamente particular y que era persistentemente distinguido de otros dioses como "el dios" (es decir, lo que en un sentido monoteísta sería Dios).
Así Jeroboam pasó a la historia bíblica como quien hizo pecar a Israel. Esta política de sincretismo religioso fue seguida por todos los reyes de Israel, según 1 Reyes 13,1-9. Mientras que Jeroboam estaba ofreciendo incienso en Betel, el profeta Iddo de Judá apareció ante él con un mensaje de advertencia de Yahweh, al intentar detener al profeta y sus palabras, su mano fue secada y el altar se hizo pedazos. Jeroboam se llenó de un espíritu de desafío, e intentó hacer violencia a aquel que había comunicado el mensaje, luego Jeroboam ruega a Yahweh y su mano fue sanada (1 Reyes 13,1-9; compare a 2 Reyes 23,15); pero el milagro no tuvo ninguna impresión duradera sobre él. 
Su reinado fue de constante guerra contra el reino hebreo del Sur, Judá. Por lo que se desató la  Primera Guerra Judia-israelita. Mientras el reino del sur no hizo ningún esfuerzo serio para recuperar militarmente el poder sobre el norte, hubo una lucha implícita que perduró durante los reinados de varios reyes de ambos reinos. Jeroboam murió poco después que Abiam (Abías), hijo y sucesor en el trono de Judá de Roboam (1 Reyes 14,1-18). 
Ajías (Ahías), el profeta que había predicho el ascenso al poder de Jeroboam, también predijo su caída, junto a la de su dinastía y la del Reino del Norte: "De ahora en adelante, el Señor va a sacudir a Israel como la corriente del río sacude las cañas. Lo arrancará de esta buena tierra que dio a sus antepasados, y lo arrojará más allá del río Éufrates, por haber hecho representaciones de Astarté, causando con ello la irritación del Señor" (1 Reyes 14,15). 
Jeroboam fue sucedido por su hijo Nadab, quien fue asesinado en el segundo año de su reinado por Baasa, de la tribu de Isacar, que exterminó además a toda la Casa de Jeroboam. La profecía de Ahías se cumpliría hacia el año 721 a. C. cuando los asirios deportarán a gran parte del pueblo hebreo hasta territorios más allá del río Éufrates.

## Sucesión
| Predecesor: Salomón | Rey de Israel 928 a. C. - 910 a. C. | Sucesor: Nadab |